# Marta Rodríguez y Jorge Silva
Marta Rodríguez y Jorge Silva, pareja de documentalistas colombianos, autores entre otros de Chircales, filme sobre la precariedad de unos trabajadores fabricantes de ladrillos al sur de Bogotá. Han sido considerados como pioneros del documental antropológico en América Latina; su trabajo ha cubierto los movimientos agrarios, sindicales, estudiantiles, las comunidades indígenas y las culturas afrocolombianas, convirtiendo sus obras en testimonios vivos de la historia de Colombia desde 1965.

## Biografía
Entre 1963 y 1965, Marta estudió cine en Francia con el antropólogo y cineasta Jean Rouch. En 1965 regresa a Colombia, conoce al experimentado fotógrafo Jorge Silva, con quien se une profesional y sentimentalmente, y realizan el famoso mediometraje documental que de inmediato les ganó reconocimiento internacional, ubicando a Chircales como uno de los documentales más relevantes del Nuevo Cine Latinoamericano. 
Marta y Jorge trabajaron juntos desde finales de los años sesenta hasta la muerte de él, en 1987. Su primera colaboración fue la mencionada Chircales, que tuvo su debut en el Segundo Encuentro de Cineastas Latinoamericanos realizado en Mérida, Venezuela, en 1968.
La segunda colaboración de la pareja fue Planas: testimonio de un etnocidio, que se estrenó en 1973. La primera parte de su documental "Campesinos" ganó numerosos premios en festivales europeos de documentales a lo largo de los años 1975 y 1976.
El hecho de que cada uno de los filmes mencionados se relacione con un sector diferente de las clases "bajas": obreros sin instrucción en los márgenes de la economía, la población indígena que está completamente fuera de los discursos sociales, y los trabajadores rurales también marginalizados, indica la preocupación sociológica y política, así como precisión analítica del cine que realizó esta pareja de codirectores, tal vez la más significativa y estable en la historia del cine latinoamericano.
Durante el segundo semestre de 1983 realiza la dirección de Cámara para Lucia Films - Cuarto Canal de Londres - con dirección de Jhonthan Curling, el fragmento Colombiano del proyecto Commodities, con producción de la antropóloga Venezolana Ruby de Valencia y sobre guion (Colonización y café) y dirección de actores del Colombiano Jorge Valencia Villegas. La dirección general del proyecto que incluyó "Te de la India", "Cafe del Barsil", etc. fue de J. Anderton, S Clayton y J. Curling. La serie fue proyectada en 1985 en Europa. 
Jorge Silva murió en 1987 cuando todavía no se había terminado la realización de Nacer de nuevo. Este filme narra la historia de algunos sobrevivientes a la tragedia de Armero, el pueblo colombiano que quedó sepultado por la erupción del nevado del Ruiz. Con una poética inusitada, el documental cuenta cómo tras el desbordamiento del río Lagunilla, una mujer de 71 años subsiste en una de las carpas de los damnificados. Con una gallina que le regaló Fidel Castro durante su visita a la zona, la anciana vive convencida de que Dios la ayudará a reponer todo lo perdido antes de llegar a los cien años. 
Luego de la muerte de Jorge, Marta ha continuado con tezón una obra que da cuenta, sobre todo, de la miseria y explotación a que son sometidos los indígenas, en un trabajo en donde ha sabido combinar con maestría la alfabetización audiovisual. En las últimas producciones la acompaña frente a la cámara su hijo Lucas Silva.
Es importante resaltar que Marta ha trabajado en la Unesco en la realización de talleres de vídeo en comunidades indígenas y en la redacción de dos libros enfocados hacia la enseñanza y memorias del vídeo y sus orígenes en pueblos indígenas colombianos (1989-1998)

## Filmografía
- 2011 - Testigos de un Etnocidio: Memorias de Resistencia
- 2006 - Soraya, Amor no es Olvido (52 minutos)
- 2004 - Una Casa Sola Se Vence (52 minutos)
- 2001 - Nunca Más (mediometraje documental vídeo)
- 2001 - La Hoja Sagrada (52 minutos)
- 1998 - Los hijos del trueno (mediometraje semidocumental vídeo)
- 1998 - Amapola, flor maldita (mediometraje documental vídeo)
- 1992 - Memoria viva (documental vídeo)
- 1988 - Amor, mujeres y flores (mediometraje documental)
- 1987 - Nacer de nuevo (cortometraje documental)
- 1981 - La voz de los sobrevivientes (cortometraje documental)
- 1976/1981 - Nuestra voz de tierra, memoria y futuro (documental)
- 1975 - Campesinos (mediometraje documental)
- 1970/1971 - Planas: testimonio de un etnocidio (documental)
- 1966/1972 - Chircales (mediometraje documental)

## Premios (incompletos)
- Premio Fiperesci Festival de cine de Berlín, Alemania (1982).
- Premio mejor película y mejor director “Nuestra voz”
- Festival de cine de Berlín (1982)
- Premio OCIC - Mejor Película, Director, Música
- XXII Festival de cine de Cartagena.